# 1/6の夢旅人2002
「1/6の夢旅人2002」（ろくぶんのいちのゆめたびびとにせんに）は、2003年に発売された樋口了一の通算9枚目のシングルである。

## 概要
表題曲は樋口が1997年に『水曜どうでしょう』（北海道テレビ放送制作）のために制作した『1/6の夢旅人』が権利上の問題から番組内での自由使用が困難になり、番組のDVDを製作するタイミングで、番組側からの依頼を受ける形で、『1/6の夢旅人』の歌詞をほぼそのまま生かした上で、セルフカバー或いは再アレンジ等ではなく全く別のメロディーを与えられた楽曲として製作されたものであるが、冒頭の歌詞の順序を入れ替えている。樋口にとっては、鈴井貴之のラジオ番組『GO・I・S』の代打企画にてノリで作った『1/6の夢旅人』と異なり、数年間も北海道の人たちに愛された『1/6の夢旅人』を越えなきゃいけないという強いプレッシャーを受けながらの製作であったという。
楽曲完成後、樋口から送られてきた音源を初めて聞いた『水曜どうでしょう』ディレクターの藤村忠寿は、その瞬間に6年間の『水曜どうでしょう』シーンを走馬灯のようにつなぎ合わせた最終回のエンディング映像のイメージが一気に浮かび、2002年9月25日に放送された『水曜どうでしょう』レギュラー放送最終回「原付ベトナム縦断1800キロ」のエンディングにてフルコーラスで初披露された。この際披露された音源は後述するように樋口の自宅で収録された物が使用されている。その後は同番組シリーズ『水曜どうでしょうClassic』のエンディングテーマとして使用されるようになったほか、レギュラー放送終了後の、新作シリーズのエンディングテーマとなっている。再放送版『どうでしょうリターンズ』では、北海道で2002年のレギュラー放送終了後に放送した「原付西日本制覇」で大泉洋が「1/6」を口ずさむシーンの挿入歌として「2002」バージョンを使用、これ以降は「2002」を使用している。
CDは改めてレコーディングを行い、CD EXTRA仕様で2003年3月5日に発売された。発売年が2003年であるにもかかわらず楽曲タイトルが「2002」なのは上記のように2002年に公開された経緯による。インディーズレーベルからの発売、さらにSMAPの『世界に一つだけの花』のリリース日と重なったこともあって全国的なセールスは伸びず、発売当初のオリコン最高順位は162位だったが北海道内の玉光堂だけは『世界に一つだけの花』を抑えてチャート1位を記録したという。後にチャート記録を更新し、最高位は31位となる。レーベル名の「ランブータンレコード」は、「ベトナム縦断」企画の中で大泉が発した「お尻がランブータン」という発言にちなむ。
2017年12月6日には、著作権問題を解消した「1/6の夢旅人」と共にハイレゾ音源（24bit/96 kHz）としての配信をmoraで開始するとともにアナログレコードを発売、ハイレゾ音源配信版はmoraでランキング1位を獲得した。
藤村Dは2018年3月に行われた樋口と嬉野雅道とのトークショーの席上で、本楽曲について「（レギュラー放送では）たった1回流れた曲が、今や番組の代名詞になった。まさに神曲」「1日5回聞いても飽きない、20年経ってもそれ以上経っても、時代の流れに堪えうる名曲」と絶賛している。

### 鳥の鳴き声が入ったマスター音源
『原付ベトナム縦断』のエンディングに収録されたバージョンの「1/6の夢旅人2002」には、樋口が飼っていたインコの声が入っていると後に本人がCDに収録された対談の中で告白した。
これは樋口が自宅での制作中、ラインでドラムの打ち込みを録音する際にマイクで拾ったインコの鳴き声を誤って一緒に録音してしまったためである。ところが樋口は、「まぁいいか」とそのインコの声入りドラムトラックをそのまま使って曲を完成させ、藤村Dに渡した。ディレクター陣や音響効果担当の工藤哲也は編集時、曲の途中で入る「シーシーシー」という音には気づき、疑問をもちつつも「多分これはシンセサイザーか打楽器か何かの音で、樋口さんのアレンジのひとつなのだろう」と思い、そのまま番組に使用し電波に乗せてしまった。それを知った樋口は、「北海道の人たちは本当のことを何も知らないで大喜びしている」と語っている。
後に本人の口からあの音はインコの鳴き声であることが明かされたが、偶然にも該当部がケツァールの飛び立つ場面で流れていたため、樋口は藤村Dらが鳥の鳴き声と気づいた上で使ったのだと思っていたという。
発売されたCDの「1/6の夢旅人2002」は最終回で放送されたものとは違い、アレンジに手を加え改めて札幌のスタジオで収録されたもので、インコの声は入っていない。また、一部だけ歌詞に違いがあり、マスター音源では「いつの日かきっと」であったのが、CD音源では「いつの日にかきっと」になっている。CD版は主に『水曜どうでしょうClassic』や『水曜どうでしょうプレミア』で使用されている。また「原付ベトナム縦断」のエンディングもClassicではCD版に差し替えられている。

## 収録曲
全作詞・作曲：樋口了一
1. 1/6の夢旅人2002
編曲：本田優一郎
  - 水曜どうでしょう「原付ベトナム縦断1800km」エンディングテーマ
  - HTB北海道テレビ制作「水曜どうでしょう」DVDシリーズ エンディングテーマ
2. words of life
編曲：河野圭
3. きみへのうた
ピアノ：岡本洋
4. 1/6の夢旅人2002（オリジナルカラオケ）
5. words of life（オリジナルカラオケ）

- データセッション

1. 水曜どうでしょう同窓会
『水曜どうでしょう』出演の鈴井貴之と大泉洋とディレクターの藤村忠寿も事実上参加する対談映像を収録。同映像は、後に『どうでしょうDVD』にも収録された。

## 1/6の夢旅人2002〜saicorne ver./featuring 大泉洋〜
『水曜どうでしょう』DVD第4弾のシークレット映像「ミスターのいいじゃないか!踊り」のテーマソング。樋口了一の4thアルバム『Lives』に収録されたラテン風バージョンである。
この曲は、featuring 大泉洋として大泉洋も参加している。これは CD内の特典映像「水曜どうでしょう同窓会」において、大泉が印税（カネ）かなんかにからみたい（藤村D・説）としつこく発言したことが、参加の理由に少しでも入っていると思われる。作品内で大泉はラテン系のアレンジに合わせ、叫び声などの合いの手を入れ陽気な楽曲を盛り上げているが、よく聴くとどうでしょう班の名前や、彼らにまつわることを連呼しているのがわかる。
その後、2005年10月に行われたどうでしょう祭のメインテーマ曲として使用された。

## その他
- バンダイナムコゲームスのシミュレーションゲーム「THE IDOLM@STER』のキャラクター「秋月律子」（声・若林直美）によるTHE IDOLM@STER MASTER ARTIST10内に収録された「1/6の夢旅人2002」のカバーは、クレジット上の表記は「2002」であるが実際は「1/6の夢旅人/二度目のありがとう」に収録されている2005年バージョンを歌っている。
- 2006年に発売された樋口了一のベストアルバム『ベストコレクション〜あの頃の僕がいるなら〜』には、"New Recording"バージョンと題したセルフカバー版が収録されている。
- 現在、熊本県にある壺溪塾のCMソングとなっている。
- 2009年より、『水曜どうでしょう』の大ファンとして知られている北海道日本ハムファイターズの武田勝が引退まで登場曲として使っていた。2016年9月30日の武田の引退試合には樋口が札幌ドームに駆けつけて生演奏を披露している。
- ももいろクローバーZのマネージャーである川上アキラが大ファンで、たびたびライブの序章や終章のBGMで使用している。
- コナミの音楽シミュレーションゲーム『ミライダガッキ』にカバーが収録された。
- Mr.Childrenは、2014年に開催したファンクラブツアーの北海道公演で、桜井が好きだという同番組からこの曲をバンドでアレンジしカヴァーを披露している。
- UNISON SQUARE GARDENも、2015年及び2016年に開催したファンクラブツアーの全公演でこの曲をカバーしている。なお、この時のメインボーカルは普段ベース及びコーラスを担当している田淵智也であった。
- ロックバンド・打首獄門同好会が7thアルバム『やんごとなき世界』（2017年1月25日リリース、273-LDKCD）のラストナンバーとして本曲のカバーを行っている[8]。打首獄門同好会の大澤敦史と河本あす香は『水曜どうでしょう』のファンであることが知られている。
- あfろ原作のテレビアニメ『ゆるキャン△』が2019年に『水曜どうでしょう』とコラボレーションした際、本曲を用い、『水曜どうでしょう』ディレクターの藤村が監修を手がけた「TVアニメ『ゆるキャン△』MV〜1/6の夢旅人2002ver.〜」が制作された[9][10]。
- 東日本大震災の被災地のひとつ、宮城県女川町で、2012年から毎年3月に開催されていた「女川町復幸祭」では、毎年『水曜どうでしょう』ディレクターの藤村・嬉野と共に、樋口がゲストとして招かれ、イベントの最後にライブでこの歌を披露している[11]。これは同町のラジオ局「オナガワエフエム」のスタッフら、女川町の若者たちに「どうでしょう」ファンが多く、津波で避難生活をしているときに「どうでしょう」の名台詞や、この歌に励まされたというエピソードが藤村たちに伝わったことがきっかけであり、樋口自身も、実際に毎年東北の被災地でこの歌を歌い続け、2016年には自身も熊本地震で被災し、この歌の持つ意味がさらに深まったと語っている。
- テレビ東京の『出川哲朗の充電させてもらえませんか?』では、主に北海道ロケの際のBGMとして使用されている。